# Chapinería
Chapinería è un comune spagnolo di 1 458 abitanti situato nella comunità autonoma di Madrid.